# Aspilota compressigaster
Aspilota compressigaster är en stekelart som beskrevs av Fischer 1969. Aspilota compressigaster ingår i släktet Aspilota och familjen bracksteklar. Inga underarter finns listade.